# Laguna de Manjavacas
Laguna de Manjavacas är en sjö i Spanien.   Den ligger i provinsen Provincia de Cuenca och regionen Kastilien-La Mancha, i den centrala delen av landet, 130 km sydost om huvudstaden Madrid. Laguna de Manjavacas ligger 666 meter över havet. Arean är 1,4 kvadratkilometer. Trakten runt Laguna de Manjavacas består till största delen av jordbruksmark. Den sträcker sig 1,9 kilometer i nord-sydlig riktning, och 1,5 kilometer i öst-västlig riktning.